# Marchena
Marchena es un municipio y villa española de la provincia de Sevilla, en Andalucía. Cuenta con una población de 19 382 habitantes (INE 2024). Su extensión superficial es de 379 km² y tiene una densidad de 52,72 hab/km². Se encuentra situada a una altitud de 150 metros sobre el nivel del mar y a 64 kilómetros de la capital de provincia, Sevilla, en la comarca denominada La Campiña. 
Es conocida por su Semana Santa y, muy especialmente, por su importante conjunto monumental (declarada Conjunto Histórico-Artístico) donde destacan la iglesia de San Juan Bautista y el Arco de la Rosa (Puerta de Sevilla). Además, el municipio se caracteriza por su vínculo con el flamenco y por ser cuna de importantes artistas como Pepe Marchena o el guitarrista Melchor de Marchena.

## Geografía
Integrado en la comarca de La Campiña, se sitúa a 61 kilómetros de la capital provincial. El término municipal está atravesado por las siguientes carreteras: 
- Autovía autonómica A-92: Sevilla - Granada - Almería.
- Carretera autonómica A-364: conecta Écija con la autovía A-92.
- Carretera autonómica A-380: conecta Carmona con La Puebla de Cazalla.
- Carretera autonómica A-407: conecta Fuentes de Andalucía con Osuna.
- Carreteras locales que permiten la comunicación con La Puebla de Cazalla, Lantejuela y Paradas.

| Noroeste: Carmona | Norte: Carmona y Fuentes de Andalucía | Nordeste: Écija               |
| Oeste: Paradas    |                                       | Este: Lantejuela y Osuna      |
| Suroeste: Paradas | Sur: Morón de la Frontera             | Sureste: La Puebla de Cazalla |

El relieve del municipio es predominantemente llano y poco accidentado, propio de la comarca a la que pertenece, caracterizada por suaves cerros y lomas. El río Corbonés, afluente del Guadalquivir, es el principal curso fluvial y atraviesa el territorio de sur a norte. Además, existen varios arroyos tributarios del Corbonés. La altitud oscila entre los 208 metros al sureste (Cerro del Mojón del Encendro), en el límite con La Puebla de Cazalla, y los 80 metros al norte, a orillas del Corbonés. El pueblo se alza a 129 metros sobre el nivel del mar. 

## Historia

### Antigüedad y Medievo
La situación de Marchena en el centro de la campiña Sevilla, en un punto de comunicaciones entre las ciudades de Sevilla, Antequera y Écija, trajo una presencia de población humana desde la prehistoria. Existió un asentamiento tartésico, denominado Montemolín, en las cercanías de la actual población. Existen también restos que atestiguan pobladores romanos en esta área, aunque no existen constancia de una estructura urbana compleja. No existen tampoco datos sobre una colonia romana denominada Martia, como han afirmado historiadores locales.
En época romana debió ser una explotación agrícola (villa) de escasa población, cuyo propietario de nombre Marcius dio nombre a Marciana, de donde Marchena. Existen testimonios de pobladores en el periodo visigodo, pero no es hasta el dominio islámico cuando la ciudad se conformó con la estructura que actualmente se pueden distinguir. Fue denominada por los musulmanes como Marsenʿah; debido a la gran cantidad de olivos que rodeaban la población, alcanzó un gran desarrollo urbanístico y fue amurallada (siglos XI-XII).
Pasó a manos cristianas a mediados del siglo XIII, durante el reinado de Fernando III de Castilla, convirtiéndose en villa de realengo, hasta que durante el reinado de Fernando IV de Castilla, en el año 1309, fue concedida a Fernando Ponce de León, bisnieto del rey Alfonso IX de León, aunque antes había pertenecido a Alonso Pérez de Guzmán, célebre defensor de la ciudad de Tarifa. Durante varios siglos el señorío de Marchena estuvo en manos de la familia Ponce de León, de la que procede la casa de Arcos. En 1367 Juan Ponce de León, señor de Marchena, fue ejecutado en Sevilla junto con el almirante mayor de la mar Egidio Boccanegra, y en 1368, un año después, Marchena y sus tierras fueron saqueadas y devastadas por el rey Muhammed V de Granada, aliado del rey Pedro I de Castilla, que también derribó los muros de la villa.
El nombre actual de la población procede de un decreto de los Reyes Católicos. El núcleo urbano en época musulmana se componía de la alcazaba, situada al norte, y del caserío, que se extendía hacia el sur ocupando toda la colina. Las calles partían de las puertas principales y tendrían múltiples quiebros y adarves. Las manzanas serían irregulares, con grandes patios interiores y plazas encadenadas. Durante el periodo cristiano medieval (siglos XIV y XV) se reutiliza la ciudad árabe, se renueva el caserío intramuros, se reconstruyen las murallas, se transforma la vieja Alcazaba en un auténtico castillo señorial y se realizan obras en el Palacio Ducal.

### SiglosXVaXVIII

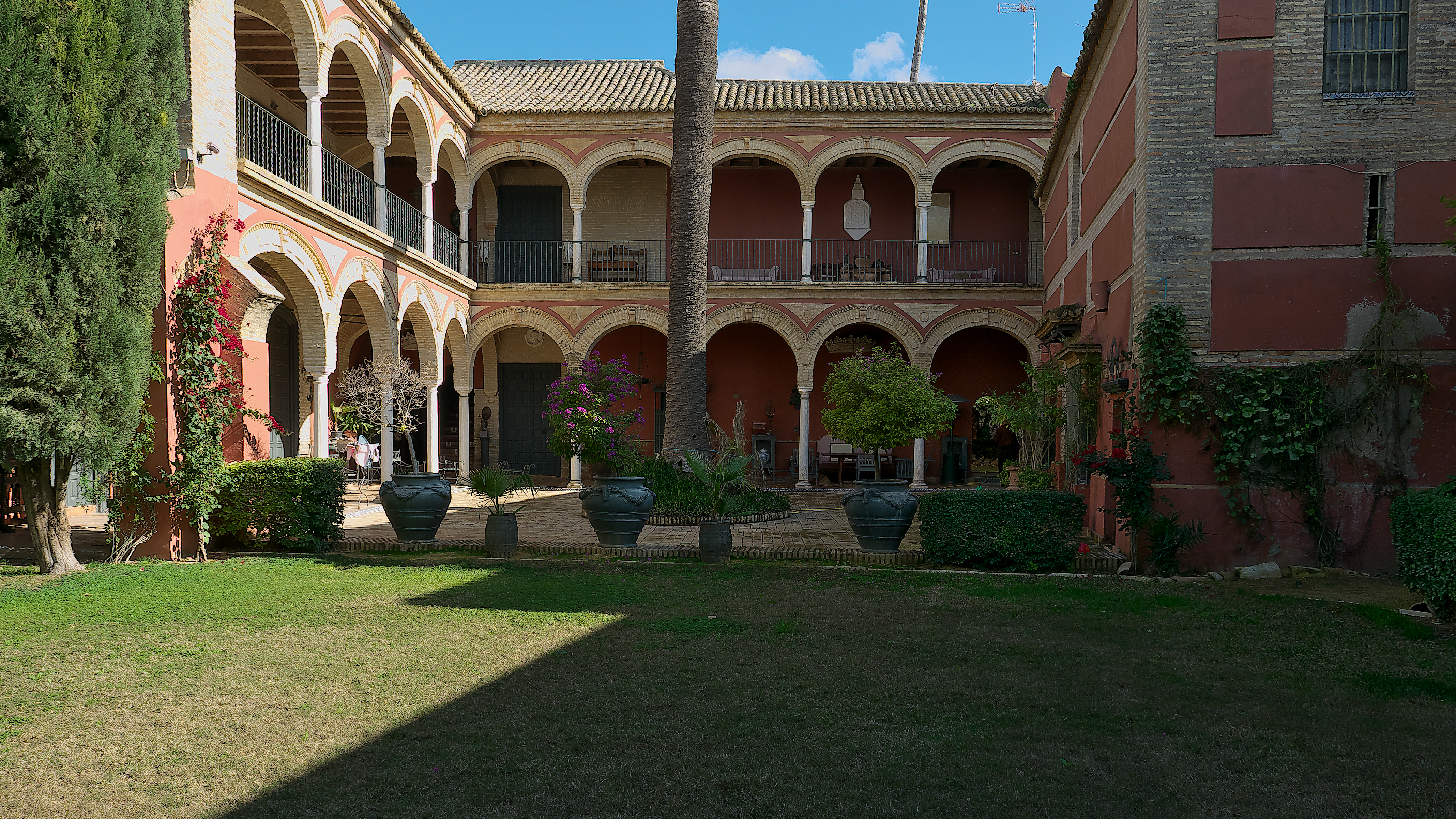
Casa del Ave María, del

Desde finales del siglo XV a principios del XIX, Marchena cuenta con varias puertas, que enlazan con los principales caminos de salida. Por el oeste, la Puerta de Sevilla (conocida como "el Arco de la Rosa"), que todavía hoy se abre a una plaza triangular exterior, y de la que parten las calles que terminarán conformando el barrio de San Miguel. La Puerta de Morón, en el ángulo sur, ha llegado hasta nosotros envuelta en edificaciones. Su entorno exterior (la plaza hoy conocida como "los Cuatro Cantillos") ha constituido un punto clave para el desarrollo del núcleo, por suponer el cruce de cuatro calles, dos de ronda exterior, otra coincidente con el camino de Morón (que originará el barrio de San Sebastián) y la cuarta de separación entre San Miguel y San Sebastián. Las puertas de Carmona, al noroeste, y de Osuna, al sureste, han desaparecido, aunque junto a esta última persiste un espacio de plaza, que origina a partir del siglo XVI el barrio de San Andrés.[cita requerida]
La expansión exterior de los siglos XVI y XVII parte, por tanto, de las puertas de Sevilla, de Morón de la Frontera y de Osuna, tomando como directrices los caminos hasta colmatar la colina situada al suroeste de la vieja ciudad amurallada. En la actualidad, Marchena se asienta sobre dos colinas de similar altitud, unidas por una vaguada por la que discurre el camino de Morón. Durante el siglo XVIII, se van ocupando las áreas de crecimiento exterior con palacios y casas de importante valor arquitectónico. En el área intramuros se construye la plaza de Arriba, de gran regularidad y dimensión, y donde se sitúa el viejo ayuntamiento y el desaparecido palacio de los Duques de Arcos. Esta plaza está formada por viviendas de cuatro plantas y se accede a ella por cuatro grandes arcos, tres en las esquinas y uno en el centro del frente occidental.

### SiglosXIXyXX
En el siglo XIX comienza a decaer dicha plaza, desplazándose el centro cívico al entorno de la Puerta de Morón. La vieja ciudad intramuros (el barrio de San Juan) se abandona y degrada, potenciándose los barrios de San Miguel y San Sebastián. El ferrocarril llegó al municipio en 1868 con la inauguración de un tramo de la línea Utrera-La Roda, cuya construcción no se completaría hasta una década más tarde. Unos años más tarde se inauguró otro trazado, la línea Marchena-Valchillón. Ello convirtió a la estación de Marchena en un nudo ferroviario de cierta importancia.
A finales de este siglo la construcción del ferrocarril, la mejora de las carreteras y la incipiente industrialización permiten una recuperación económica, que será la base del extraordinario desarrollo que se produce en la primera mitad del siglo XX. En estos años surge el llamado Camino de la Estación, hacia el noroeste, eje ordenador de los asentamientos residenciales de la década de 1960. También se reordenan las grandes manzanas periféricas del barrio de San Sebastián y se construyen las nuevas barriadas Juan XXIII y de la Paz. En 1960 se edifica un nuevo Ayuntamiento, ordenándose la plaza en la que se encuentra, situada en el ángulo sur de la ciudad murada y cerca de la vieja Puerta de Morón de la Frontera. La agricultura continuó teniendo una gran importancia en la economía de la zona. Durante el régimen franquista el Servicio Nacional del Trigo promovió la construcción en el municipio de un silo para el almacenamiento del grano, el cual entraría en servicio en 1952. Años más tarde se levantaría un segundo silo. Paralelamente, de cara a la producción olivarera, también promovió la construcción de un Almacén Regulador de Aceite.

## Demografía
Cuenta con una población de 19 382 habitantes (INE 2024).
| Gráfica de evolución demográfica de Marchena entre 1842 y 2021                                                        |
| |
| Población de derecho según los censos de población del INE. Población de hecho según los censos de población del INE. |

## Economía

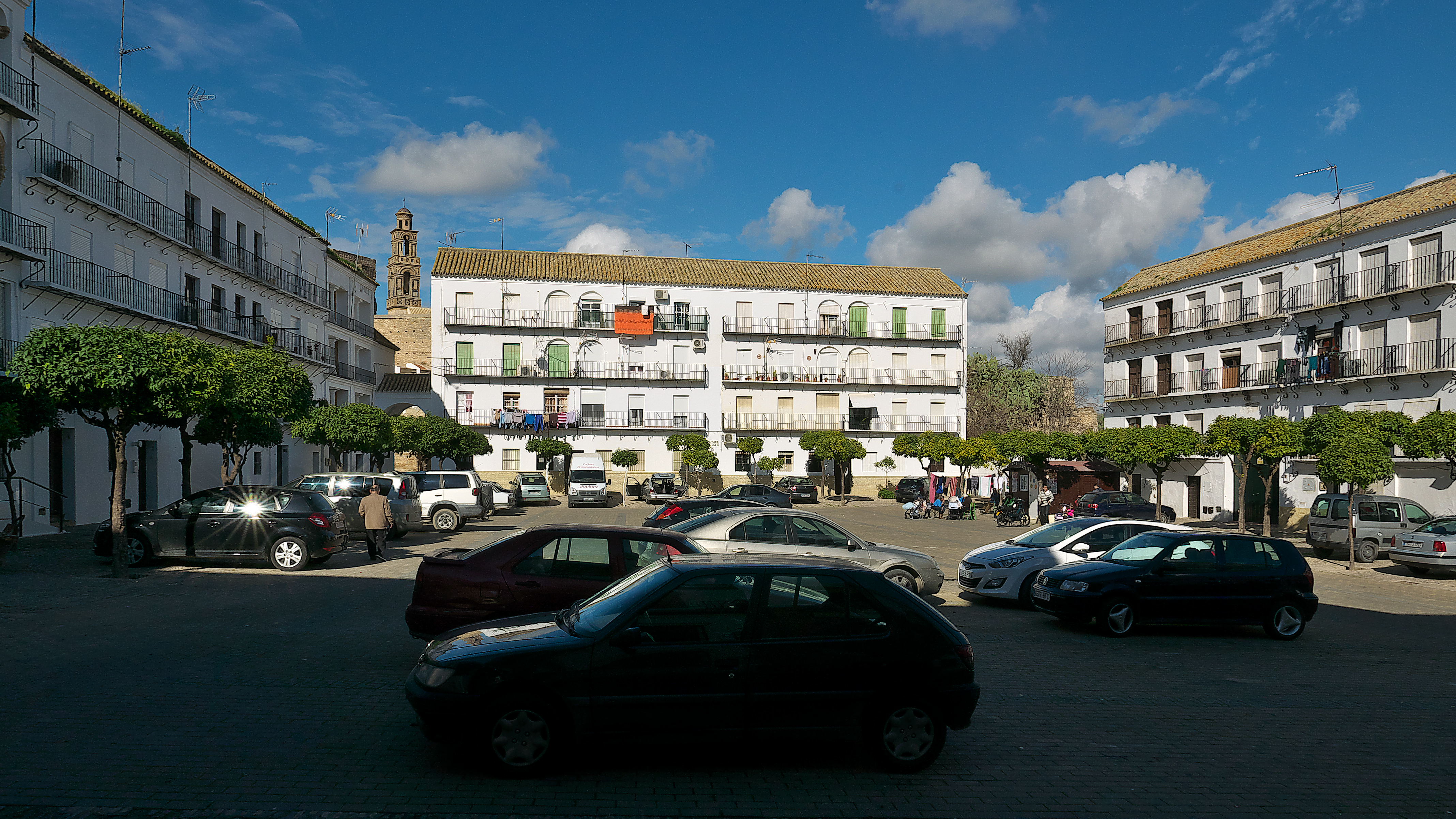
Plaza Ducal, Marchena

La principal actividad económica del municipio fue tradicionalmente la agricultura, especialmente cereales y olivo. Esta dejó paso hace unas décadas al sector servicios e industrial en Marchena, aunque con fuerte implantación de la industria de transformación agroalimentaria y de productos ganaderos, destacando PROCAVI en la matanza y envasado de carne de pavo. Para el envasado de aceite y aceituna existen las empresas "Marciense",  "Molino Los Pérez" y "Casil", y para la producción y distribución de huevos "Huevos Camacho". Existen además empresas vinculadas a la producción agrícola como SEAGRO, dedicada a la selección y distribución de semillas y mejoras de cultivo.
La evolución experimentada por la actividad industrial en los últimos años se puede considerar positiva, ya que el número de establecimientos industriales ha experimentado un crecimiento destacado. Como gran empresa "PROCAVI", uno de los mataderos de pavo más grandes de Europa, dedicados a la matanza y envasado de carne de pavo para el grupo Fuertes. Actualmente da empleo en Marchena a unos 1000 trabajadores.
En el sector textil destaca Nuribel, productora de ropa para varias marcas nacionales, y Abuela Tata, dedicada a la moda infantil y de bebé. Y en el sector de transformación de la madera destaca "Cilpe". Hay además varias empresas de construcción pujantes.
Marchena tiene una fuerte especialización en la industria manufacturera, que engloba a la que produce una transformación física y/o química de materiales y componentes en productos nuevos, con el trabajo efectuado por máquinas o mano de obra. En dicho tipo de industria se engloba el 97 % de los establecimientos industriales del municipio. Dentro de esta especialización se observan determinadas actividades que tienen un papel más destacado,  especialmente la alimentación, bebidas y tabaco, la fabricación de productos metálicos, la industria textil y la del mueble.
La rama de actividad de la alimentación, bebidas y tabaco aglutina al 28 % de todos los establecimientos, aunque en ella es especial mente destacable la alimentación, que engloba a 24 establecimientos, lo que equivale a más del 16 % total y más de la mitad de su rama; le siguen las bebidas, con 5 establecimientos, lo que muestra la importancia que tienen los establecimientos vinculados a productos de primera necesidad y la fuerte vinculación que tiene la industria agroalimentaria con Marchena, donde la transformación de productos provenientes de la agricultura y ganadería es importante para la obtención del producto final.
A continuación le seguiría la fabricación de productos metálicos, actividad industrial con fuerte arraigo dentro del municipio, que representa el 17 % total. Se encuentra muy vinculada, junto con otras actividades, al fuerte peso que dentro de la economía local representa la actividad constructora.
En tercer lugar se encuentra la industria textil y confección, con el 13,5 %, que se ha erigido en protagonista de la industria local al contribuir a su diversificación, dedicándose todos sus establecimientos en la confección de prendas de vestir y accesorios, aunque en realidad la existencia de un elevado porcentaje de economía sumergida desvirtúa el número de establecimientos totales,   y también las cifras de empleo oficiales. Las empresas de la confección tienen dos sistemas de trabajo: realizando íntegramente el proceso productivo de diseño, patronaje, cortado, montaje, empaquetado, etiquetado y comercialización; o bien, desviando las tareas de montaje hacia la producción en domicilios o talleres subcontratados y asumiendo el resto de tareas.
Otra actividad que forma parte destacada de la diversificación es la industria del mueble y otras industrias manufactureras, con el 12 % total. La fabricación de muebles es reciente, pues la creación de la mayoría de las empresas se ha ido realizando en la última década, aunque está adquiriendo una relevancia especial en la estructura productiva y economía del municipio como una actividad emergente. Dicha fabricación ha sido tradicionalmente artesanal, pero en la actualidad está introduciendo la tecnología que le permita competir fuera del municipio.
Las empresas se caracterizan por su juventud, el uso de procesos automatizados, tratamiento de maderas y el uso de nuevos materiales. El resto de actividades registradas complementa diversifican la industria local, aunque por el tipo de actividad realizada, la demanda existente y la importancia de la componente tecnológica en el proceso productivo, tienen una menor representación pero no por ello menos importancia. El progresivo desarrollo tecnológico que caracteriza a la empresa marchenera se manifiesta tanto por el grado de incorporación y producción de nuevas tecnologías, como por la capacidad de investigación de las empresas.

#### Evolución de la deuda viva municipal
El concepto de deuda viva contempla solo las deudas con cajas y bancos relativas a créditos financieros, valores de renta fija y préstamos o créditos transferidos a terceros, excluyéndose, por tanto, la deuda comercial.
| Gráfica de evolución de la deuda viva del Ayuntamiento de Marchena entre 2008 y 2021                                  |
| |
| Deuda viva del Ayuntamiento de Marchena, en miles de euros, según datos del Ministerio de Hacienda y Función Pública. |

## Patrimonio

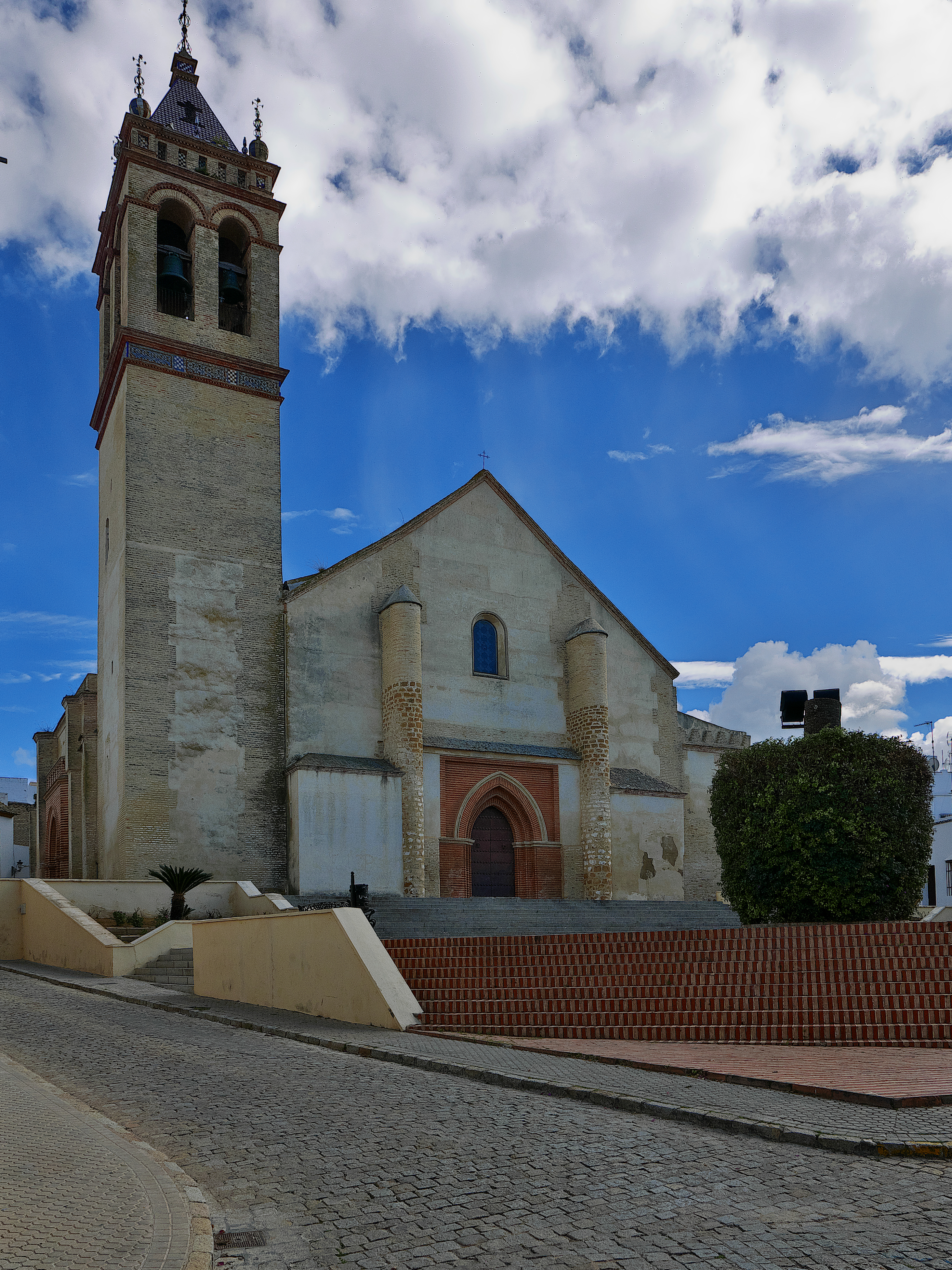
iglesia de San Juan Bautista, Marchena

El casco histórico ha quedado localizado en el sector norte de la población, ya que los posteriores desarrollos urbanos se han orientado sobre todo hacia el oeste (barrio de San Miguel), sur (Santo Domingo, San Sebastián) y sureste (San Andrés). Tal vez haya influido en ello el hecho de que la vía del ferrocarril discurra al norte, bastante cerca de la población. En el sector meridional, aunque algo separadas del núcleo, se localizan de forma dispersa diversas instalaciones industriales y agroganaderas (granjas, cooperativas agrícolas, invernaderos, fábricas de conservas, de aceitunas, de harina, etc.). Los grandes equipamientos de carácter público (deportivos, educativos) se ubican de manera preferente en los sectores periféricos occidental y oriental.
Marchena fue declarada Conjunto Histórico-Artístico en 1966, es muy características por el conjunto de iglesias y conventos que posee entre las que destacan:

### Iglesia de San Juan Bautista
La iglesia de San Juan Bautista es una de las más importantes del municipio de Marchena. De grandes dimensiones, su arquitectura es característica del tiempo de los Reyes Católicos, es decir, se trata de un gótico mudéjar pero con algunos adornos renacentistas. Se puede ver el gótico en las portadas y en el retablo mayor; en el primero se utiliza el ladrillo y en el segundo tiene adornos platerescos en madera, conteniendo imágenes evangélicas en relieve, pinturas de Alejo Fernández, una cabeza del Bautista en mármol y escudos duales y del arzobispo Fray Diego de Deza. También debemos mencionar el magnífico órgano grande o de la Epístola, obra de Francisco Rodríguez, discípulo del reconocido organero Jorge Bosch, realizado en 1802, y el coro de estilo barroco que fue tallado por Juan Valencia con diseños de Jerónimo de Valvás.
Como se ha mencionado anteriormente, es una de las iglesias más importantes de Marchena dado que alberga en su interior importantes joyas artísticas, además del museo municipal, en cuyo interior se exponen varias esculturas de Alonso Cano, el tesoro de la iglesia orfebre Francisco Alfaro y nueve cuadros de Zurbarán.

### Iglesia de Santa María de la Mota

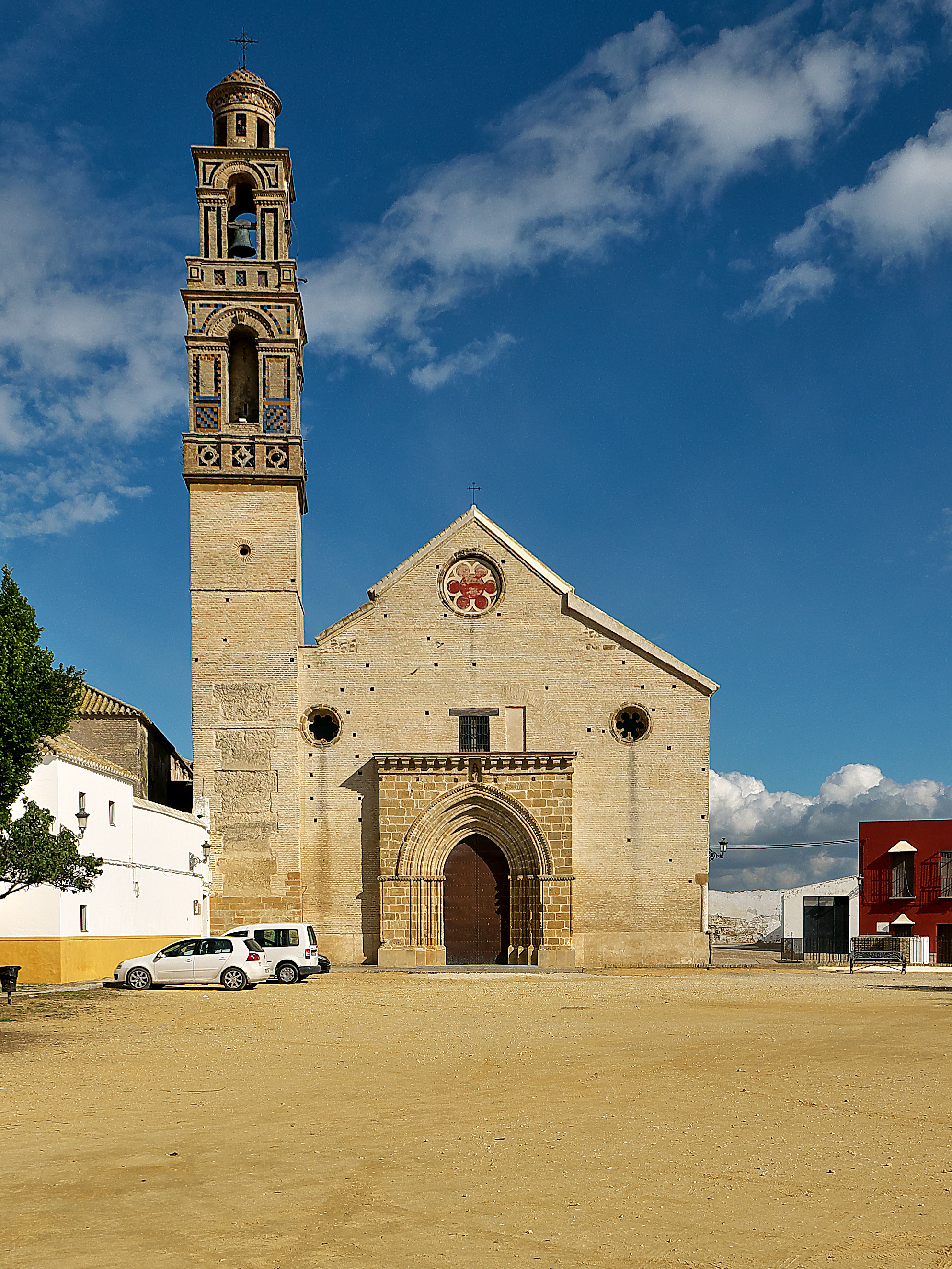
Exterior de la iglesia de Santa María de la Mota.

Esta iglesia construida en el siglo XVI, es de estilo gótico y múdejar, que se puede contemplar en su torre de cuatro cuerpos. El retablo mayor se encuentra presidido por la imagen de la Virgen de la Mota, tallada en el siglo XVI también, junto con su portada del siglo XV son dignos de admirar. Debemos destacar que el templo simboliza la unión de las culturas cristiana (aportando al edificio solidez y los elementos constructivos básicos) e islámica (aportando esta la ornamentación imaginativa).También podemos observar una influencia bizantina en los azulejos. 	
La iglesia en sí presenta tres naves, separadas por pilares cuadrangulares, y capilla mayor formada por dos tramos, el primero rectangular y el segundo ochavado. Las cubiertas de las naves son estructuras de madera, en forma de artesa en la central y el colgadizo en las laterales. El presbiterio se cubre con bóveda de nervaduras. A los pies, en alto y ocupando el último tramo, se levanta una tribuna con celosería de madera. La iglesia tiene dos portadas, una lateral, realizada en ladrillo y otra a los pies, ejecutada en sillería.
En el mismo sitio se encuentra el Convento de la Inmaculada Concepción, fundado por los duques de Arcos. La comunidad de hermanas clarisas de Marchena elabora toda una serie de dulces y repostería de gran reconocimiento. Destacan los pestiños borrachuelos y las frutas de almendras entre la gran variedad de dulce que elaboran de manera artesanal y que son una muestra de la rica gastronomía de la zona.

### Iglesia de San Agustín
La iglesia fue construida en la segunda mitad del siglo XVIII, por lo tanto se nota en su esplendor la transición del barroco neoclásico. Se trata de una iglesia de planta de cruz latina, con tres naves levantadas con pilares que llevan columnas adosadas. Sobre el crucero podemos ver una amplia cúpula colocada sobre pechinas, a su vez, la nave central se cubre con bóveda de cañón con lunetas, sin embargo, las bóvedas laterales lo hacen vaídas.
En el interior del templo podemos observar una decoración de temas religiosos y elementos geométricos y vegetales tallados en yesería. Si nos fijamos en las pechinas en ellas figuran escudos nobiliarios y en la cúpula ángeles voladeros entre profusos elementos decorativos. En el exterior, el pórtico se abre en tres arquerías lo que denota que la fachada tiene esquemas propios de la arquitectura madrileña de la primera mitad del siglo XVII.

### Iglesia de San Sebastián
Fue construida fuera del recinto amurallado y en un principio fue hecha probablemente como una ermita para la veneración del Patrón de Marchena. Después de derribar dicha ermita en el siglo XVIII, ya que se encontraba en un estado ruinoso, se inauguró el capitel. Su interior es de tres naves separadas por pilares, que se cruzan con arcos de medio punto. La nave principal está cubierta por un artesonado de madera, sin embargo, el retablo principal es barroco, de mediados del siglo XVIII. Tiene tres calles separadas por estípites, situándose en los laterales de las esculturas de San Sebastián y San Pablo. En el interior también podemos encontrar una magnífica escultura de Cristo Crucificado del siglo XVI. El acceso a la iglesia se encuentra en el muro izquierdo y está fechada en 1823.

### Iglesia de San Miguel
Antigua ermita del siglo XVI construida en el arrabal de la Puerta de Sevilla la Puerta de Sevilla o Arco de la Rosa. En 1567 el viajero Hoefnaglius refleja en su libro Civitates orbis terrarum la construcción de su torre. El templo consta de tres naves y es de estilo barroco. La nave central está conectada con las naves laterales a través de arcos ojivales. El Altar Mayor se cubre con un retablo rococó de caoba y es donde se sitúa la escultura de San Miguel (1657), obra de Pedro Roldán. En la capilla del Sagrario está ubicada la imagen de Nuestro Padre Jesús Nazareno, la imagen más venerada de la villa y que procesiona en la mañana del Viernes Santo. Esta imagen es anónima de finales del siglo XVI y pertenece a la Hermandad de Nuestro Padre Jesús Nazareno.
No nos podemos olvidar de otras importantes edificaciones como lo son las iglesias de Santo Domingo y de Santa Clara. Junto con los conventos de Santa Isabel, San Andrés y la Inmaculada Concepción, el recinto amurallado, el Palacio Ducal y la Cilla del Cabildo.
El 3 de febrero de 2019, fallece uno de sus sacerdotes más importantes, el Padre Javier. Meses después, a la plaza que alberga la iglesia se le otorga su nombre.

## Cultura

### Museos
La riqueza museística de Marchena es variada y está en alza. Actualmente podemos visitar el Museo de Zurbarán, Orfebrería y Bordados y el Museo Coullaut Valera. En estos momentos está en marcha la creación del Museo Etnográfico "Casa del Agua", así como el Museo de Interpretación del Aceite.
Museo de Zurbarán
Este museo se encuentra ubicado en la iglesia de San Juan Bautista, un edificio gótico-mudéjar de finales del siglo XV.
En la sacristía, se halla el "Museo de Zurbarán". Está compuesto por nueve lienzos donde están representados: Un Crucificado, Inmaculada, Pedro, Santiago, Juan Evangelista, Juan el Bautista, Bartolomé, Andrés y Pablo. Fueron encargados al pintor en 1634 y entregados en 1637. En todos ellos debemos destacar su tenebrismo e indudable calidad. Los lienzos más interesantes son la Inmaculada (con un tratamiento objetivo y minucioso de los tejidos) y el Crucificado (por el estudio de la luz a través de la iluminación lunar).
Entre los objetos litúrgicos sobresalen una serie de libros miniados de fines del s. XV y del segundo tercio del s. XVI; un terno litúrgico en terciopelo negro e hilo de oro; una capa pluvial con bordados de los Apóstoles; dalmáticas, etc.
La gran riqueza de esta iglesia se ve completada por su tesoro de orfebrería, magnánimo en cantidad y calidad. Dos autores orfebres hicieron obras magníficas: Francisco de Alfaro y Marcos Beltrán. Del primero destaca:
- La "custodia procesional" en plata dorada de 1'62 metros de altura, con tres pisos simulando un templete renacentista donde se desarrolla la escena de la Degollación del Bautista. Está fechado a finales del siglo XVI.
- Un cáliz de plata dorada, con cuatro santos de esmalte en el centro y los cuatro evangelistas, de relieve en el pie
- Crismeras sobredoradas con Crucifijo de 1592.
- Ampolleta para llevar el Santo Óleo a los enfermos.
- Acetre e hisopo.
- Un viril (custodia pequeña que se coloca en el interior de la grande).

Las obras de Marcos Beltrán son un cáliz de plata dorada y un portapaz de la misma materia prima. De época barroca sobresalen los candelabros y ajuar de altar labrados por Juan de Orea.
Además de lo expuesto, existen innumerables objetos de autores menores pero de gran interés histórico-artístico.
Museo Coullaut Valera
El museo Lorenzo Coullaut Valera es una exposición permanente, desde 1990, de originales, bocetos y réplicas de obras escultóricas del citado autor. Veintitrés esculturas, tres relieves y dos dibujos originales de un retablo se reparten por las salas de este museo, enclavado en un torreón almohade del siglo XII, que en su día fue una de las puertas principales de acceso al recinto amurallado de la ciudad de Marchena.
El bagaje artístico de Coullaut Valera es amplísimo y variado. Su obra tiene carácter internacional, puesto que se encuentra repartida por distintas y diversas ciudades españolas, hispanoamericanas e italianas.
Las obras que podemos contemplar en el museo de Marchena son las siguientes:
- Condesa de Yebes.
- Carlos Coullaut.
- Juan Valera.
- Infanta Isabel.
- Crucifixión.
- Virgen de la Epifanía.
- La Asunción.
- Mercedes Perioncely.
- Sevillana.
- Cancionera.
- Tango.
- Ossio.
- Sagrado Corazón.
- Cervantes.
- Menéndez Pelayo.
- Isabel "La Católica".
- San Ignacio Abanderado.
- La Raza (bronce).
- La Raza (yeso).
- Bécquer.
- Las tres marcheneras.
- Dulcinea.
- Dolorosa.
- Alfonso X "El Sabio".
- Lope de Vega.
- Justiniano.

### Semana Santa
Marchena es conocida por su fiesta de mayor potencial cultural, su Semana Santa. La Semana Santa marchenera está declarada de Interés Turístico Nacional de Andalucía y es una de las más importantes de nuestra comunidad por su historia, sus tradiciones y su importante valor cultural. Las importantes imágenes que procesionan por las calles de Marchena, su influencia sevillana, la importancia indudable que la saeta tiene en el pueblo, manteniéndose el cante de unas saetas primitivas denominadas "moleeras" y un sinfín de tradiciones. Entre las tradiciones más señaladas en la mañana del Viernes Santo tiene lugar en la Plaza Ducal el tradicional "mandato" de la Hermandad de Nuestro Padre Jesús Nazareno, o el Sábado Santo, el pregón del descendimiento celebrado por primera vez en 1568 y cientos de saetas, que se prolongan hasta la madrugada, tratan de impedir que la Soledad regrese a su iglesia de Santa María, son las llamadas "Moleeras" o molederas.
Para comenzar la Semana mayor de la villa de Marchena, procesiona en la mañana del Domingo de Ramos la hermandad de la Santa Caridad, en la tarde del mismo procesiona la hermandad de la Borriquita, con dos titulares, el señor de la Paz y María Santísima de la Palma, desde la iglesia conventual de San Agustín, hace su salida procesional saliendo a las calles de Marchena a las 17:30 de la tarde.
El Miércoles Santo, procesiona por las calles de Marchena la hermandad de la Humildad, que tiene como titulares a Nuestro Padre y Señor de la Humildad y a la virgen de los Dolores, saliendo a las 20:00 de la tarde del Miércoles Santo desde la capilla de Santa Clara
Durante la tarde-noche del Jueves Santo en Marchena procesionan otras dos cofradías, de las más antiguas y las que más tradición tienen en la localidad.
A las 19:30 pone la cruz de guía en la calle la hermandad del Dulce Nombre de Jesús, de las más particulares y especiales de Andalucía, por su particularidad de procesionar un niño cargando una cruz, seguido por la virgen de la Piedad.
Más tarde, a las 22:00 de la noche, desde la capilla de San Francisco, sale la hermandad de la Santa Vera-Cruz que con su sobriedad y saber estar en la calle hace su estación de penitencia durante las últimas horas del Jueves Santo y las primeras de la madrugada, entrando de nuevo en su capilla a las 2:00 de la madrugada. En la hermandad de la Vera-Cruz procesionan dos pasos el Santísimo Cristo de la Vera-Cruz y la virgen de la Esperanza Coronada.
A las 6:00 de la madrugada, se pone en las calles la hermandad de Nuestro Padre Jesús Nazareno, María Santísima de las Lágrimas y San Juan Evangelista, que procesiona en dos tramos, el primero hasta el mandato, llamado de promesa, por su silencio, sus saetas y su sabor añejo. Tras el mandato, que se celebra en la plaza ducal(el antiguo ayuntamiento), sobre las 10:00 de la mañana, la hermandad pone inicio a su recorrido de vuelta hacia la parroquia de San Miguel donde realiza su entrada sobre las 14:00 del mediodía.
Desde la iglesia de Santo Domingo que fundaran los Domínicos, la hermandad del Santísimo Cristo de San Pedro y de la virgen de las Angustias, hace su salida en la tarde-noche del Viernes Santo, aproximadamente a las 20:30 de la tarde sale la cruz de guía de la única hermandad, que viste de luto en Marchena.
Para finalizar la semana, la hermandad de la Soledad realiza su salida desde la iglesia de Santa María, situada en el antiguo palacio Ducal de la villa de Marchena. Procesiona con tres pasos, la Santa Cruz, el Santísimo Cristo Yacente y la Madre y Señora de la Soledad que recibe advocaciones cariñosas de su pueblo como la cernicalera. Una vez que entra el segundo paso de la hermandad, la virgen de la Soledad, recibe el cariño de sus hermanos y de sus hijos marcheneros que le cantan las llamadas carceleras a la virgen de la Soledad, saetas que se alargan hasta altas horas de la noche y que hacen que la despedida de la virgen de la Soledad sea muy esperada por esa tradición, las llamadas moleeras.

### Feria
Feria y Fiestas : casetas, caballos, trajes flamencos, vestidos de faralaes, atracciones, alegría… en nuestro Real, donde podrá disfrutar de la hospitalidad de los marcheneros en su feria de Marchena.
Nuestra tradicional feria se celebra el primer fin de semana de septiembre[cita requerida] situada en los aledaños de la carretera de Paradas, en el recinto ferial, celebrada de jueves a domingo.
Se instalan casetas atracciones y se puede degustar un buen vino, fresca cerveza, viendo el hermoso paseo a caballo por el real con concurso de jinetes, amazonas y coches de caballos.
Expo Marchena. Desde el año 2004, se viene celebrando en nuestro municipio la Feria de Desarrollo Rural, denominada Expo Marchena, organizada por el Excmo. Ayuntamiento de Marchena, [Sodemar, S.L.] (Sociedad de Desarrollo Rural de Marchena) y Asicom (Asociación de Industriales y Comerciantes de Marchena).
El principal objetivo de Expo Marchena, es el desarrollo económico del municipio así como fomentar el acercamiento de las empresas al mercado para que así puedan dar a conocer los productos y servicios que ofrecen de forma directa a los consumidores. Esta muestra comercial se organiza desde la Sociedad de Desarrollo Económico, SODEMAR, SLM.

### Carnaval
Aunque joven, el carnaval de Marchena tiene cada vez más presencia en el calendario de fiestas marcheneras. Desde 2013 se viene celebrando el pasacalles de disfraces, al que se han ido sumando el pregón y un certamen de coplas que se celebra en el Auditorio Pepe Marchena y en el que presentan sus repertorios las agrupaciones locales.
Dichas agrupaciones, además, cantan sus coplas durante los distintos fines de semana de carnaval en calles y bares de la localidad, además de participar en distintos concursos de la provincia, destacando la presencia de la chirigota "Los Triana", primer premio de chirigotas en el concurso de carnaval de Arahal de 2020

### Gastronomía
En la gastronomía marchenera destacan los bizcochos y molletes (con más de 100 años de antigüedad), así como las típicas tortas marcheneras.
También son típicos los dulces que elaboran las monjas de clausura de los conventos de Santa María y San Andrés. También destaca el gazpacho.

## Medios de Comunicación
- La Voz de Marchena
- RTV Marchena

## Deportes
El Marchena Balompié, equipo de fútbol de la ciudad, fundado en 1928, ha llegado a jugar en la que por entonces era Tercera División de España. En la actualidad milita en la Tercera División Andaluza Grupo II de Sevilla. El Atlético Marchena, fundado en 2007 y desaparecido en 2013, llegó a jugar en primera provincial que actualmente sería Tercera División Andaluza. El triatleta Rafael López Ordóñez ostenta éxitos nacionales e internacionales. El boxeador Faustino Reyes consiguió una medalla de plata en los Juegos Olímpicos de Barcelona 1992.

## Ciudades hermanadas
- Châteaudun (Francia)
- Esquel (Argentina)
- Kronberg (Alemania)